# Carletto Caliari
Carlo Caliari, chiamato Carletto (Venezia, 1570 – Venezia, 1596), è stato un pittore italiano.

## Biografia
Figlio del celebre Paolo, meglio conosciuto come Veronese, e fratello di Gabriele, le scarse notizie biografiche ci sono note principalmente attraverso Ridolfi. Apprendista del padre e di un tal "Bassano" (non sarebbe il noto Jacopo), fu tra i più operosi nella bottega di famiglia: concluse diversi lavori del padre rimasti incompiuti alla sua morte, ma è impossibile stilarne un elenco preciso in quanto  non è facile distinguere la sua mano da quella di Paolo o di altri familiari.
Sono otto le opere firmate dal solo Carletto (ma il Ridolfi e il Boschini gliene attribuiscono varie altre). Si caratterizzano per i colori caldi, richiamo al Bassano, ma forti sono ovviamente gli influssi paterni.